# نییرپازونی
نییرپازونی (به مجاری:  Nyírpazony) یک منطقهٔ مسکونی در مجارستان است که در ناحیه نیردی‌هازا واقع شده‌است. نییرپازونی ۱۵٫۰۸ کیلومتر مربع مساحت و ۳٬۲۳۰ نفر جمعیت دارد.